# Psychocandy
Psychocandy  é o álbum de estreia da banda de rock alternativo escocesa The Jesus and Mary Chain, lançado em novembro de 1985.

## Antecedentes e gravação
Depois de deixar seus empregos em 1980, os irmãos Jim e William Reid formaram o Jesus and Mary Chain com o baixista Douglas Hart. Inspirando-se na banda industrial alemã Einstürzende Neubauten, no grupo feminino The Shangri-Las e no álbum The Velvet Underground & Nico, eles compraram um Portastudio em 1983, quando seu pai perdeu o emprego em uma fábrica local e deu aos irmãos 300 libras de seu seguro desemprego. A banda gravou uma fita demo contendo as canções "Upside Down" e "Never Understand", que foi ouvida pelo músico galês Bobby Gillespie, que por sua vez a passou para seu amigo Alan McGee, da Creation Records. McGee ficou impressionado com a fita e convidou a banda para tocar em um evento de apresentação da Creation Records em Londres, tornando-se empresário do grupo logo depois.
Após mais apresentações em Londres, o Jesus and Mary Chain entrou no Alaska Studios, em Waterloo, no sul de Londres, e gravou seu single de estreia, "Upside Down". Lançado pela Creation Records em novembro de 1984 e apresentando um lado B produzido por Slaughter Joe, "Upside Down" esgotou sua prensagem inicial e terminou o ano sendo colocado na posição 37 na Festive Fifty de John Peel. Depois de recrutar Gillespie como baterista no final de 1984, o Jesus and Mary Chain assinou com a gravadora Blanco y Negro, subsidiária da WEA, que havia sido fundada Geoff Travis, também fundador da Rough Trade. A banda entrou no Island Studios para gravar com o engenheiro de som Stephen Street, mas as sessões foram infrutíferas e a banda retornou ao Alaska Studios para a gravação de seu segundo single, "Never Understand". O single foi lançado pela Blanco y Negro em fevereiro de 1985, e em março daquele ano eles começaram a gravar seu álbum de estreia com o engenheiro John Loder no Southern Studios, em Wood Green, norte de Londres. Psychocandy foi gravado em seis semanas e totalizou 17 mil libras em custos de gravação e produção.

## Composição
Psychocandy contém quatorze faixas com duração total de trinta e nove minutos. A música foi descrita como "bubblegum pop mergulhado em feedback", que fundia "melodia com explosões desagradáveis de ruído branco". Os críticos notaram a influência de grupos pop clássicos dos anos 1960 como The Beach Boys e The Rolling Stones ao lado do trabalho de bandas de rock como The Velvet Underground, The Stooges e Suicide no álbum.

## Recepção e legado
| Críticas profissionais        | Críticas profissionais |
| Avaliações da crítica         | Avaliações da crítica  |
| Fonte                         | Avaliação              |
| ----------------------------- | ---------------------- |
| AllMusic                      | [ 15 ]                 |
| Mojo                          | [ 17 ]                 |
| Pitchfork                     | 9.6/10                 |
| Q                             | [ 18 ]                 |
| Record Collector              | [ 19 ]                 |
| Rolling Stone                 | [ 20 ]                 |
| The Rolling Stone Album Guide | [ 21 ]                 |
| Select                        | 5/5                    |
| Spin Alternative Record Guide | 9/10                   |
| The Village Voice             | A−                     |

## Faixas
1. "Just Like Honey" – 3:03
2. "The Living End" – 2:16
3. "Taste the Floor" – 2:56
4. "The Hardest Walk" – 2:40
5. "Cut Dead" – 2:47
6. "In a Hole" – 3:02
7. "Taste of Cindy" – 1:42
8. "Never Understand" – 2:57
9. "Inside Me" – 3:09
10. "Sowing Seeds" – 2:50
11. "My Little Underground" – 2:31
12. "You Trip Me Up" – 2:26
13. "Something's Wrong" – 4:01
14. "It's So Hard" – 2:37

Alguns lançamentos em CD incluem o single de 1986 "Some Candy Talking", más lançamentos recentes não o fazem.

## Posição nas paradas musicais
| Parada (1985–1986)                  | Melhor posição |
| ----------------------------------- | -------------- |
| Austrália (Kent Music Report)       | 87             |
| Países Baixos (Dutch Charts)        | 47             |
| Europa (Music & Media)              | 81             |
| Nova Zelândia (RMNZ)                | 35             |
| Reino Unido (Official Albums Chart) | 31             |
| Estados Unidos (Billboard 200)      | 188            |

## Certificações
| Região                                                                                             | Certificação | Vendas   |
| -------------------------------------------------------------------------------------------------- | ------------ | -------- |
| Reino Unido (BPI)                                                                                  | Ouro         | 100,000^ |
| *números de vendas baseados somente na certificação ^distribuições baseadas apenas na certificação |              |          |